# Centro studi di storia del tessuto, del costume e del profumo di palazzo Mocenigo

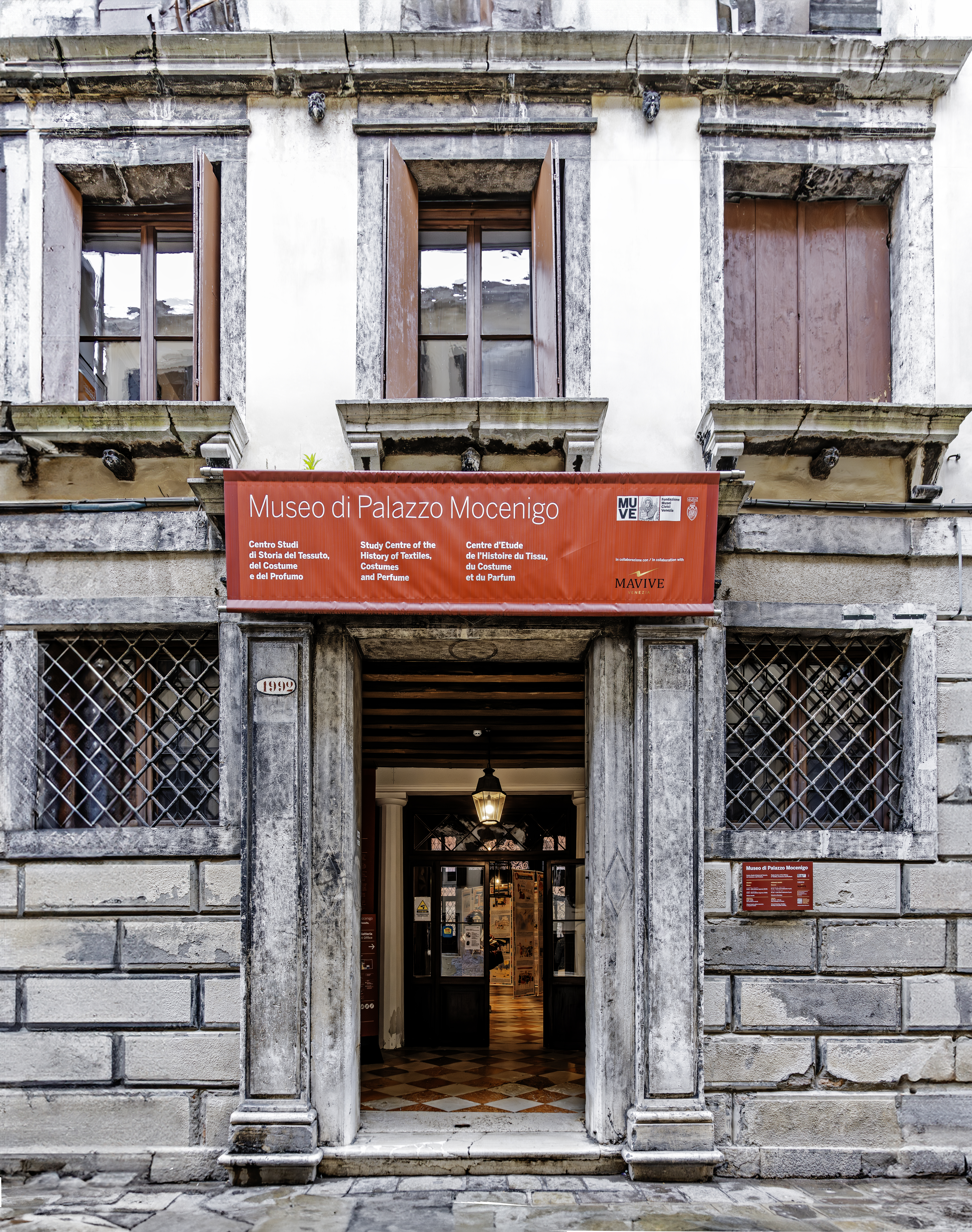
Museo e Centro Studi di Palazzo Mocenigo

Il Centro Studi di Storia del Tessuto e del Costume, sezione della Fondazione Musei Civici di Venezia, è stato istituito nel 1985 e ha sede a Palazzo Mocenigo di San Stae. 
Comprende, materiali tessili e librari provenienti dal disciolto Centro Internazionale delle Arti e del Costume di Palazzo Grassi e dalle collezioni di Vittorio Cini, acquistate dal Comune di Venezia rispettivamente nel 1981 e nel 1985. Queste collezioni vengono ad affiancarsi alle raccolte tessili dei Civici Musei Veneziani che,  un tempo conservate al Museo Correr e Ca’ Rezzonico, trovano ora sistemazione a Palazzo Mocenigo.

## Storia

### La Tessilteca
Il nucleo originario, proveniente dal disciolto Centro di Palazzo Grassi, comprende la raccolta di tessuti antichi, circa 1.300 pezzi che include reperti copti e esemplari databili tra il XIV e il XIX secolo; la raccolta di tessuti moderni, provenienti dalle maggiori manifatture italiane della prima metà del Novecento; la raccolta di costumi con esemplari per lo più ottocenteschi, ma anche abiti settecenteschi, alcune vesti orientali e capi di abbigliamento degli inizi del Novecento.
Vi è anche conservata la raccolta di tessuti di Vittorio Cini: 172 tra paramenti sacri, teli e parati datati dal XV al XVIII secolo, di manifattura veneziana, toscana e lionese, con alcuni esemplari di Fiandra e Asia Minore. 
La collezione di tessuti proveniente dal Museo Correr si compone di più di 1.000 pezzi e comprende un nucleo di esemplari copti, stoffe e paramenti sacri datati tra il XIV e il XVII secolo, arazzi e merletti. Di notevole interesse è la collezione di abiti e accessori, circa 800 pezzi che documentano per lo più la moda del Settecento.

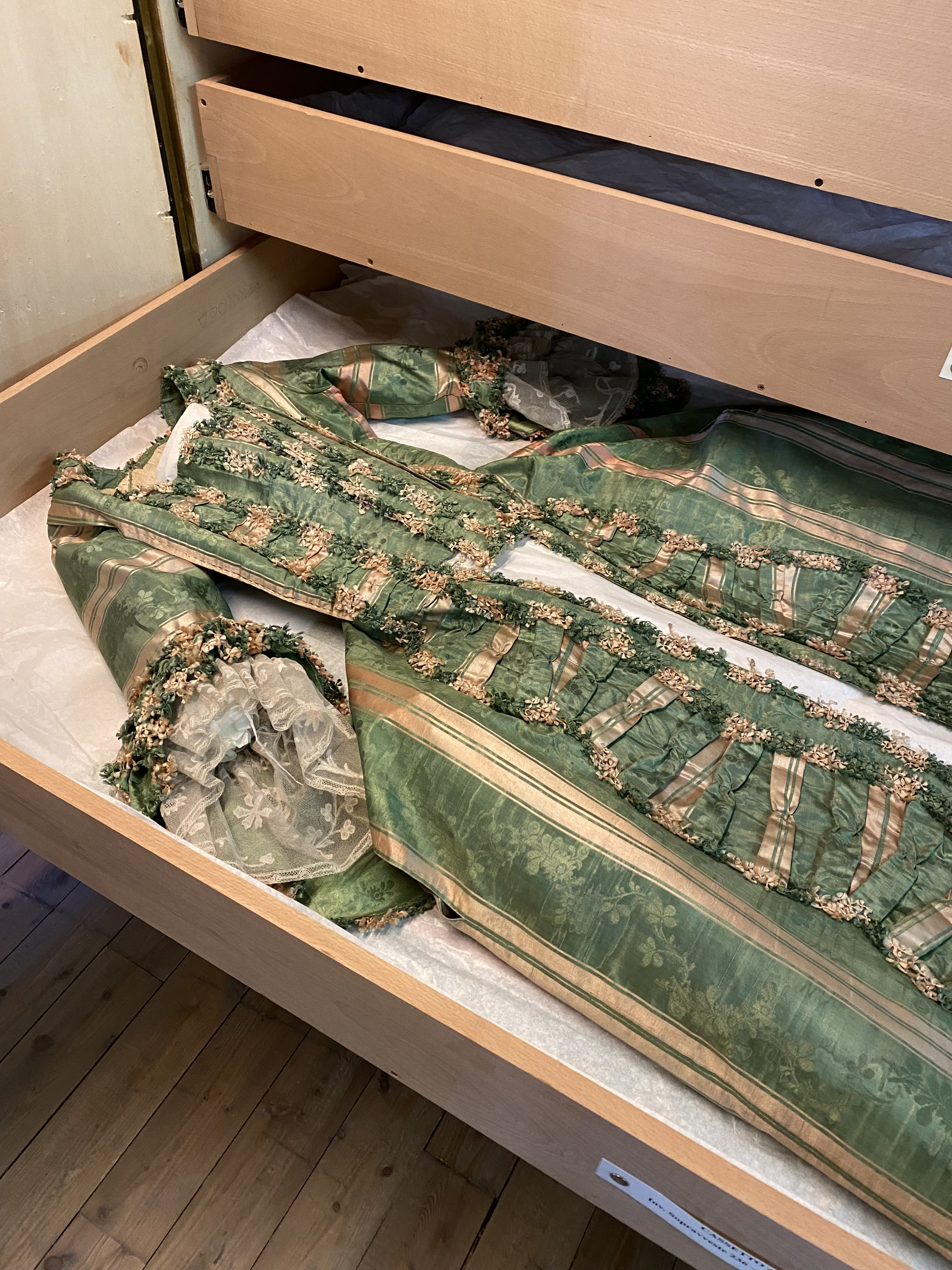
La tessilteca

Da ricordare anche l’acquisizione in comodato d'uso della collezione di tessuti antichi, sia orientali che occidentali, appartenuta alla famiglia di Mariano Fortuny. Un nucleo di quasi cinquecento manufatti che influenzò l’opera di Fortuny il quale rielaborò i moduli per i suoi velluti stampati.

## La Biblioteca del Centro Studi

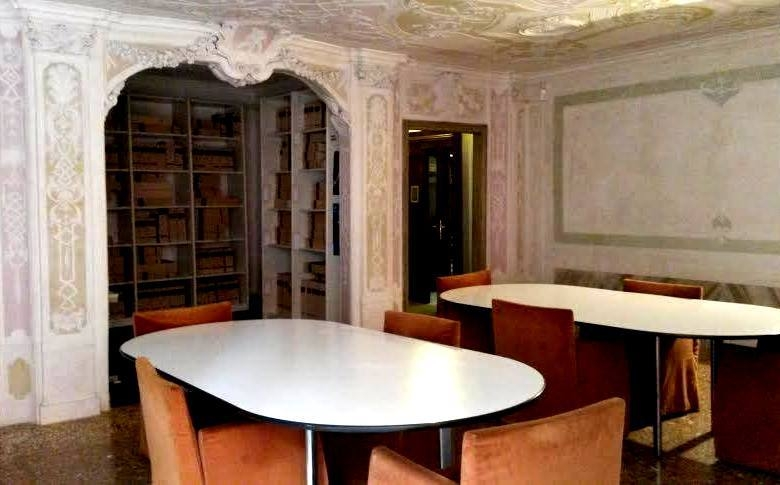
Alcova della Biblioteca Mocenigo

Il Centro include anche una importante collezione libraria conservata presso la Biblioteca del Centro Studi di Storia del Tessuto, del Costume e del Profumo di Palazzo Mocenigo. La Biblioteca è sorta nel 1986 e possiede oltre 25.000 volumi, tra i quali sono presenti numerose edizioni antiche e un'ampia sezione dei periodici che raccoglie riviste di moda dalla fine del ‘700 ad oggi. Molto importante è la raccolta di figurini di moda, composta da circa 13.000 esemplari. La biblioteca viene costantemente aggiornata con le più significative e autorevoli pubblicazioni del settore, sia monografiche che periodiche. 
Il nucleo originario della biblioteca proviene dal Centro Internazionale delle Arti e del Costume, abbreviato con l’acronimo C.I.A.C.,  che sorse a Palazzo Grassi sul Canal Grande nel 1951.  Il fondatore del C.I.A.C. fu Franco Marinotti, industriale tessile alla guida della Società nazionale industria applicazioni Viscosa ovvero della Snia Viscosa.  Egli creò il C.I.A.C perché era convinto che un imprenditore,  per poter essere completo, dovesse essere sorretto da una forte passione per l'arte e la cultura.
Presso il C.I.A.C si organizzavano mostre e conferenze sulla storia del costume e fu istituita una biblioteca che comprendeva oltre ottomila testi sul costume, sulla moda, sull’economia e sull’arte provenienti da tutto il mondo. 
Nel 1959 il Centro Internazionale delle Arti e del Costume passò nelle mani del figlio Paolo Marinotti che si concentrò maggiormente sull'arte contemporanea, promuovendo importanti mostre di artisti a livello internazionale. Nel 1978 cessò l'interesse della proprietà alla promozione e sostegno dell'attività espositiva e di lì la decisione di vendere Palazzo Grassi che fu poi acquistato nel 1984 dal gruppo Fiat per ospitarvi la società Palazzo Grassi s.p.a., che vantava finalità culturali ed artistiche

### Il Patrimonio della Biblioteca
Fondo Grassi: Il nucleo bibliografico Grassi sul tessuto e sul costume proviene dal Centro Internazionale di Arti e Costumi che aveva sede a Palazzo Grassi ed è costituito da circa 8000 pubblicazioni, monografie e miscellanee, tra le quali sono presenti anche edizioni antiche. 
Libri Moderni: acquisizioni sul tessuto e sul costume dal 1986 ad oggi,  oltre 5000 volumi grazie agli acquisti e agli scambi con le più prestigiose biblioteche del mondo.
Periodici:  settore dei periodici comprende riviste di moda che coprono un arco cronologico che va dalla fine del ‘700, quando iniziarono a diffondersi queste pubblicazioni, ai giorni nostri.  Il nucleo ad oggi comprende 340 testate.
Gabinetto Disegni e Stampe: le incisioni e i figurini presenti in Biblioteca del Centro Studi di Storia del Tessuto e del Costume di Palazzo Mocenigo fanno parte del fondo acquistato dal Comune di Venezia nel 1981, dall’ex Centro Internazionale delle Arti e del Costume e forniscono un’ampia e dettagliata panoramica sulla moda europea dell’Ottocento e Novecento. I costumi vengono rappresentati con perizia tecnica raggiungendo, il più delle volte, livelli artistici notevoli perché gran parte di questi svolgevano un ruolo didascalico per quanti volessero adeguare il loro abbigliamento agli ultimi dettami della moda in auge. Suddivisi cronologicamente e per tipologia, offrono documentazione sull’abbigliamento e sugli accessori femminili, maschili e infantili nelle fogge di giorno e da sera.
Fondo fotografico: relativo alle sfilate di moda che si sono svolte a Venezia e al Lido di Venezia tra gli anni Cinquanta e Settanta.  Venezia, nel 1949, diventa luogo ideale per celebrare il sodalizio tra industrie tessili e case di alta moda; così l’industriale Franco Marinotti, nel 1951, costituisce il Centro Internazionale delle Arti e del Costume a Palazzo Grassi  organizzando innumerevoli eventi legati alla moda. Queste manifestazioni organizzate dal C.I.A.C. possono essere considerate come veri e propri documentari sull'evoluzione del costume e della moda.
Biblioteca della Bellezza: questo nucleo è costituito da 342 volumi a stampa antichi e pregiati sulla bellezza, cosmesi e profumo provenienti dalla biblioteca (Ex Unipro) di Cosmetica Italia - Milano gentilmente concessi in comodato d’uso alla Biblioteca del Centro Studi di Storia del Tessuto e del Costume di Palazzo Mocenigo.
Archivio: Fondo archivistico della famiglia Corner e Mocenigo

## La sede
Nel 1985 Palazzo Mocenigo fu trasformato in sede del Museo e Centro Studi di Storia del Tessuto e del Costume per ospitare le ricche collezioni dei tessili e dei costumi antichi provenienti soprattutto dalle raccolte Correr, Guggenheim, Cini e dal soppresso Centro di Palazzo Grassi. Ora Palazzo Mocenigo ospita anche un'importante sezione dedicata al profumo.
La tessilteca ha sede presso i piani superiori del palazzo, mentre la biblioteca è ubicata nel piano ammezzato del piano terra.  Palazzo Mocenigo è un tipico esempio di architettura privata veneziana degli inizi del XVII secolo e dimora, a partire dal ‘600, della famiglia Mocenigo del ramo di San Stae, illustre casata veneziana che tra il 1414 e il 1778 diede alla città ben sette dogi. 
La sala di consultazione della Biblioteca si trova presso la camera da letto con alcova probabilmente risalente alla seconda metà del Settecento. Questa alcova è uno spazio intimo, con il soffitto basso e l’apertura della nicchia non eccessivamente grande. Un caminetto, sistemato al centro della parete davanti alla nicchia, si rifà alla moda francese che prevedeva di sormontare alla mensola del camino uno specchio. Tutta la stanza è decorata a stucco con decorazioni di tipo floreale e geometrico. In piccoli “cammei” viene raccontata la storia di Ercole e Onfale.

## Galleria d'immagini

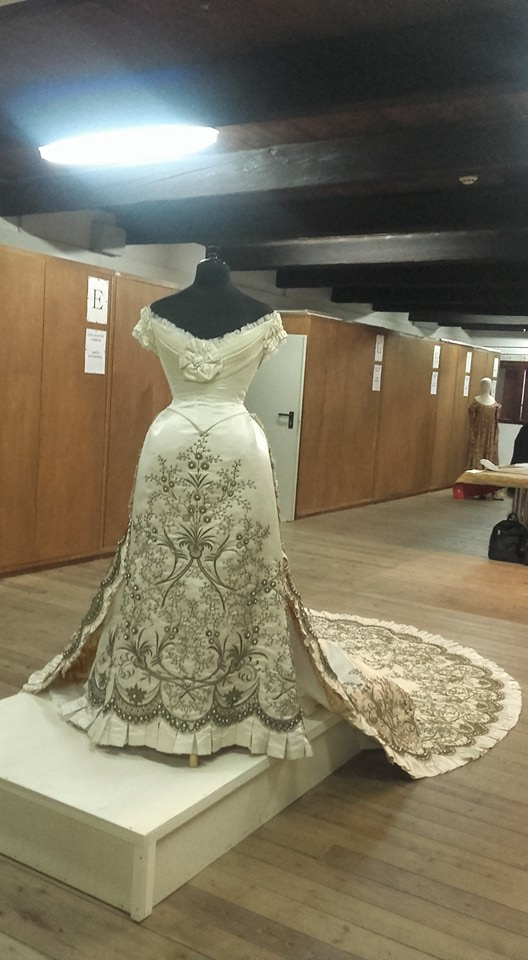
La tessilteca del Centro Studi di Palazzo Mocenigo
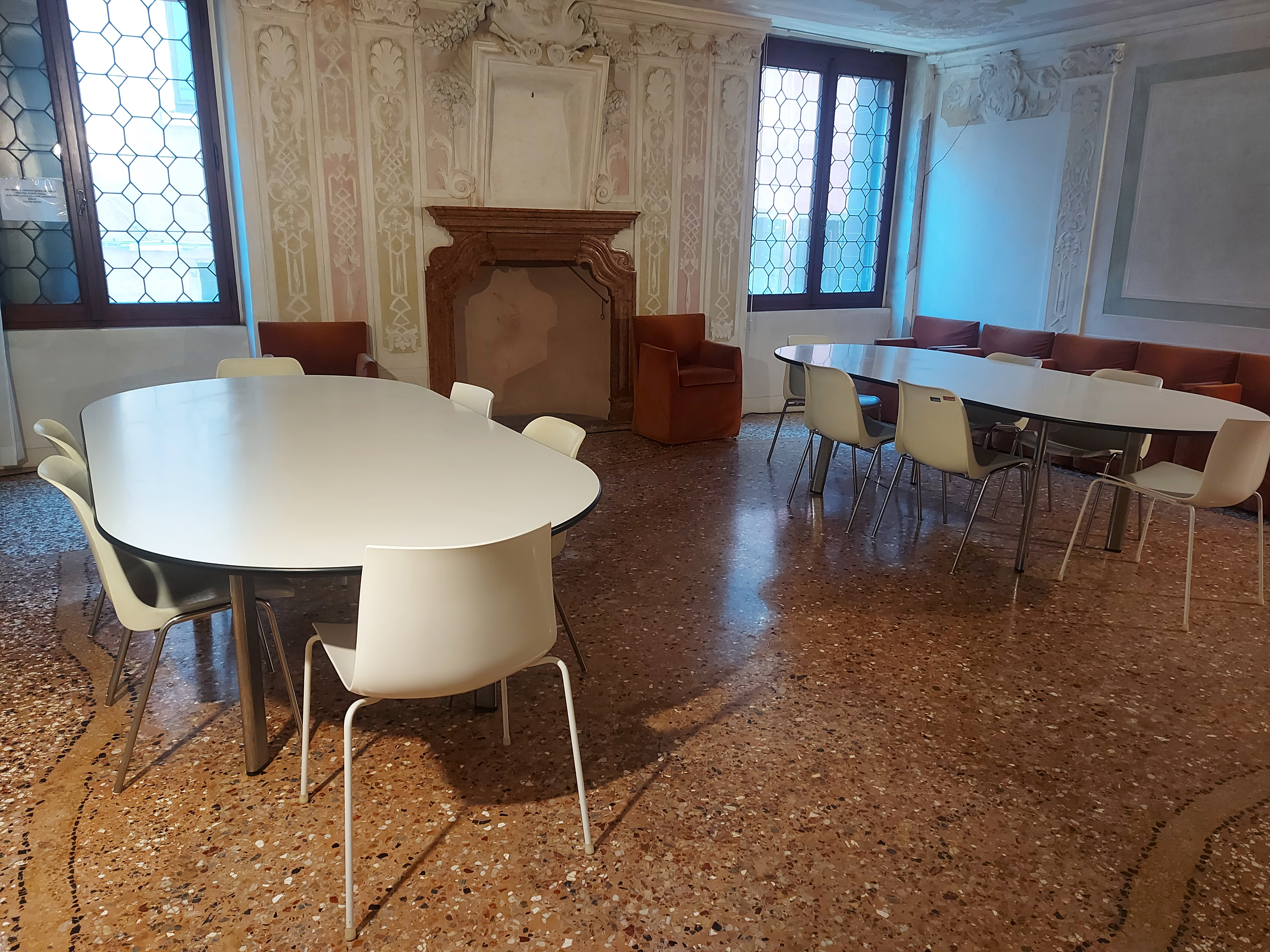
La sala consultazione della Biblioteca Mocenigo
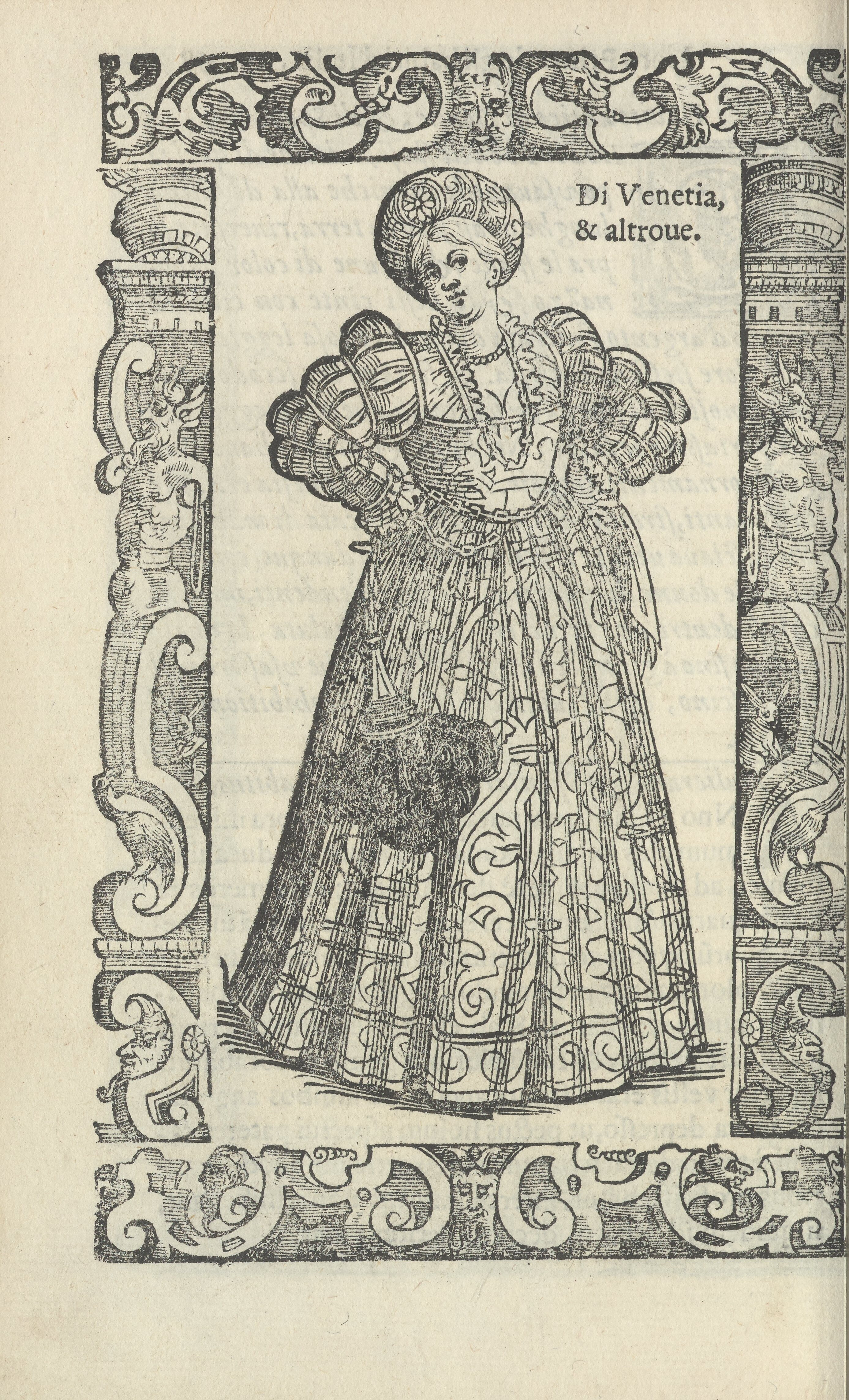
Volumi antichi presso la Biblioteca Mocenigo
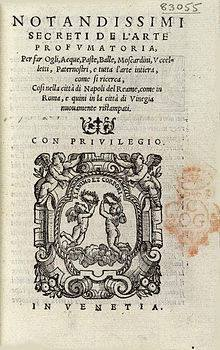
I volumi della Biblioteca della Bellezza
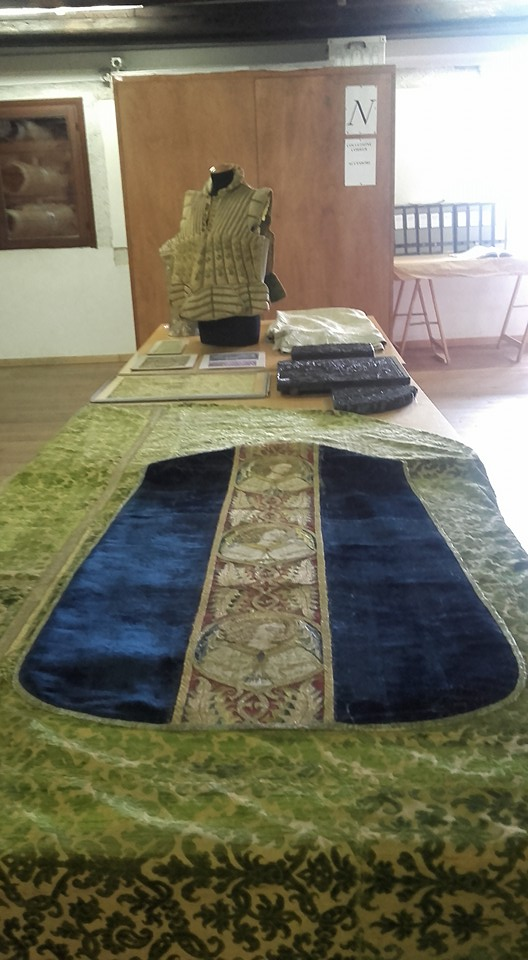
La tessilteca
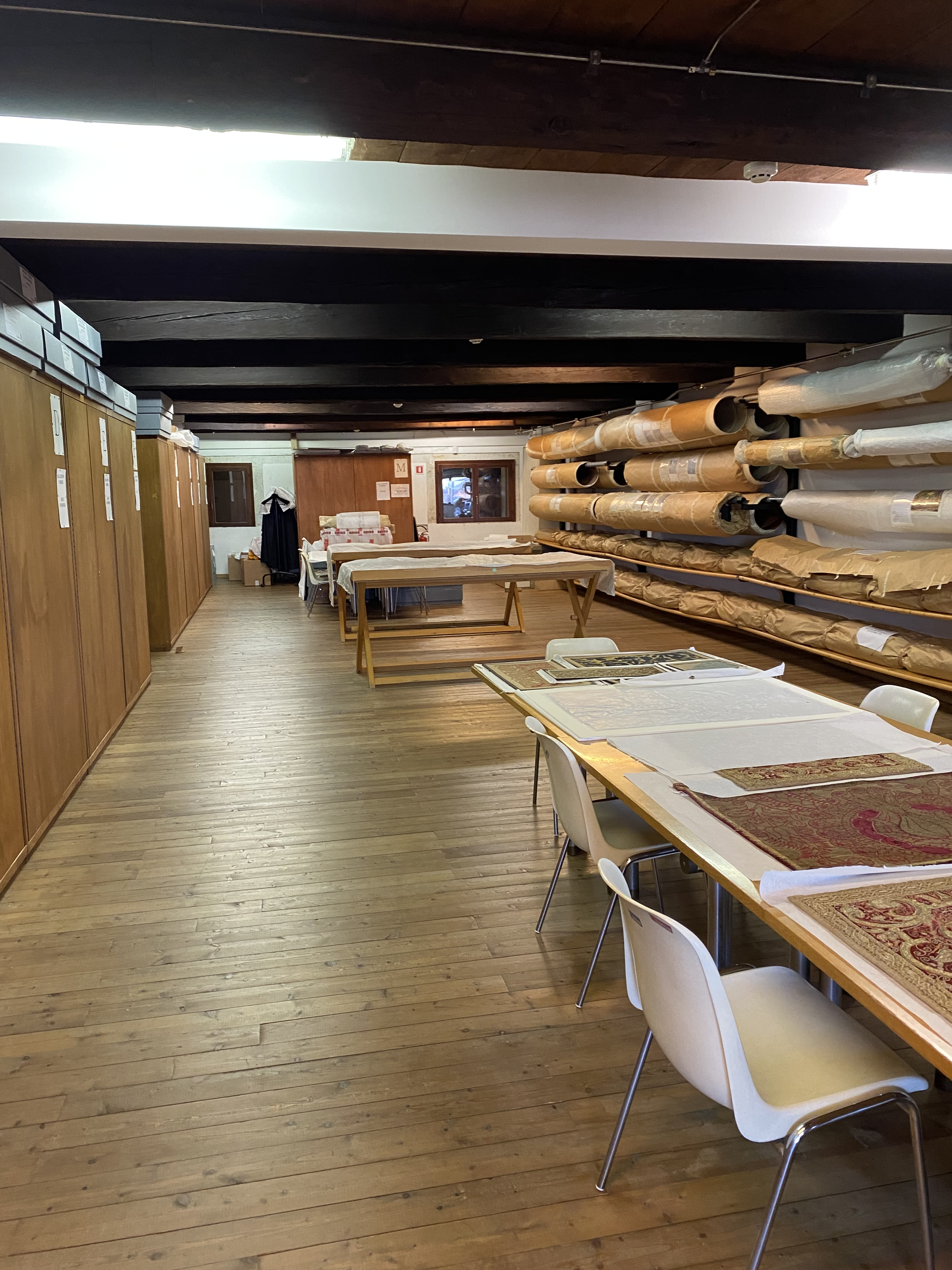
I depositi
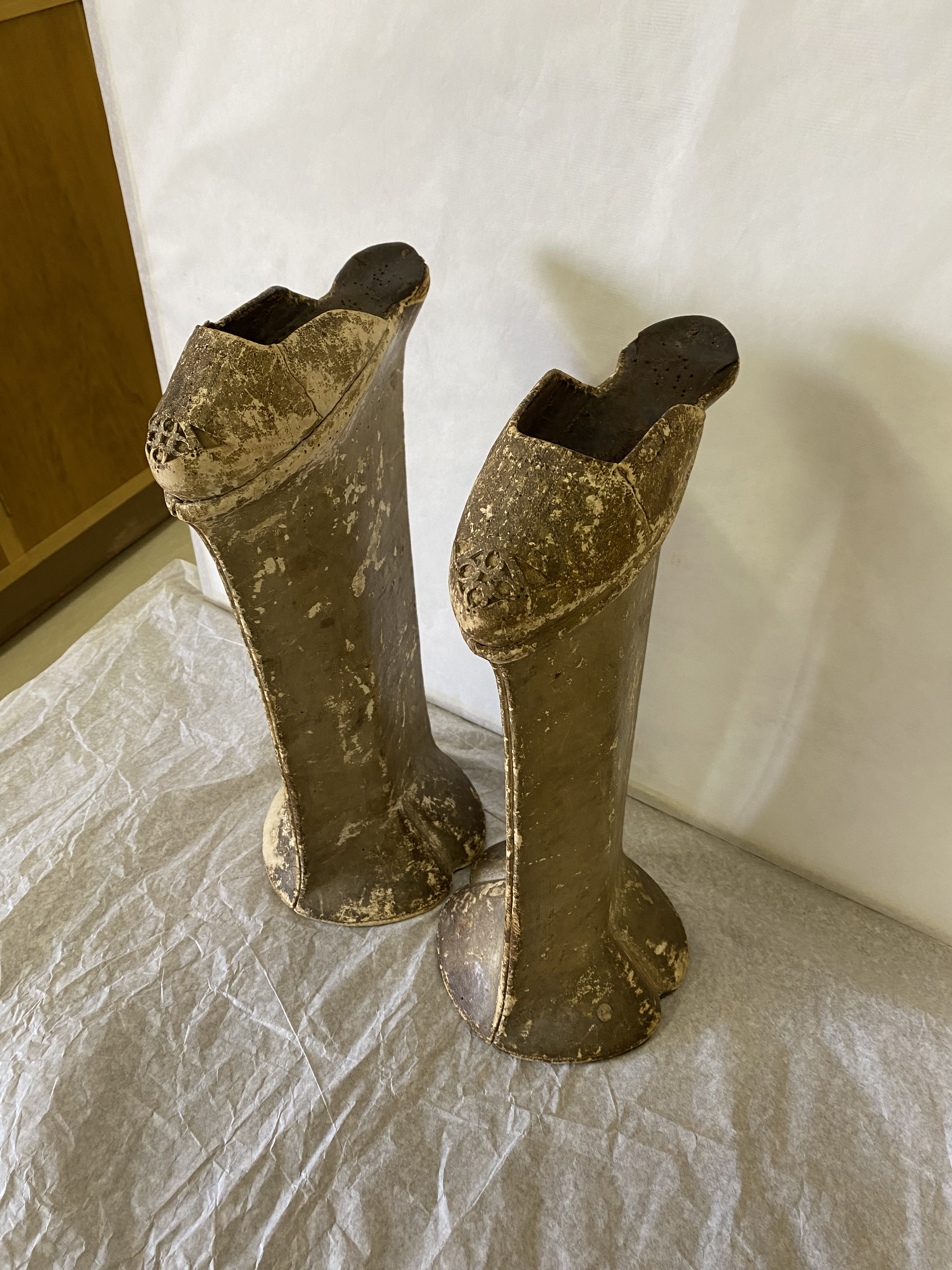
I calcagnini
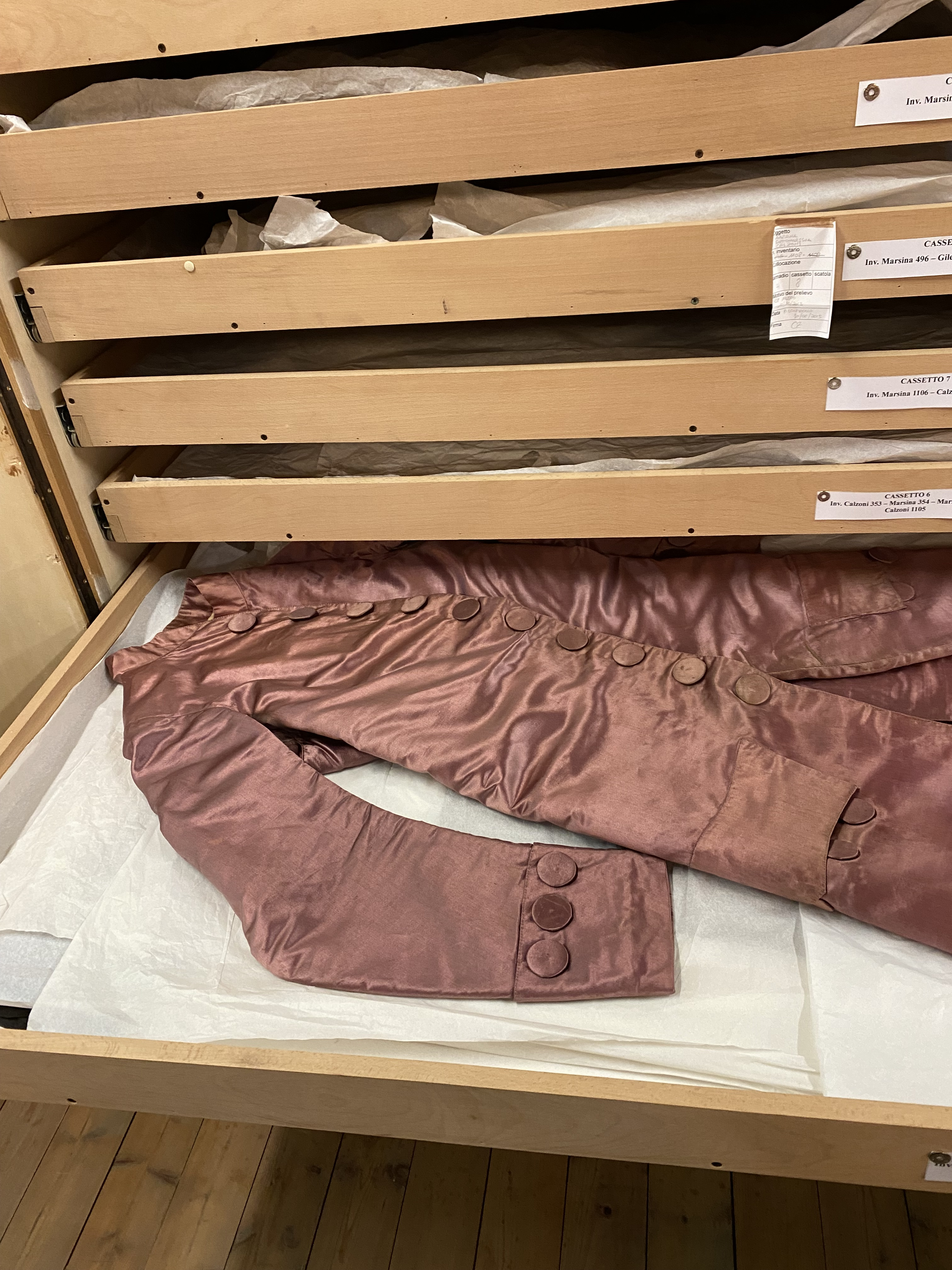
Abito maschile